# Gare de Pont-de-Claix
Gare de Pont-de-Claix – stacja kolejowa w Pont-de-Claix, w departamencie Isère, w regionie Owernia-Rodan-Alpy, we Francji.
Jest zarządzana przez Société nationale des chemins de fer français (SNCF) i obsługiwana przez pociągi TER Rhône-Alpes.

## Położenie
Znajduje się na linii Lyon – Marsylia, w km 138,144, na wysokości 244 m n.p.m.

## Linie kolejowe
- Lyon – Marsylia